# IMB Banking & Financial Services
O IMB é a mais antiga sociedade imobiliária de Nova Gales do Sul,[carece de fontes?] e a terceira maior sociedade imobiliária da Austrália em termos de ativos sob gestão. O IMB foi estabelecido em 1880 como Sociedade Imobiliária Mútua de Illawarra e está sediado em Wollongong, Nova Gales do Sul.
O IMB tem filiais em Nova Gales do Sul, Victoria e no ACT.
O IMB é regulado pela Autoridade de Regulação Prudencial da Austrália e é membro da COBA, uma organização independente que representa sociedades de construção e cooperativas de crédito.
O IMB oferece empréstimos à habitação, empréstimos pessoais, contas de poupança e transações, depósitos a prazo, negócios bancários, planejamento financeiro e uma variedade de produtos de seguros.